# 煮しめ

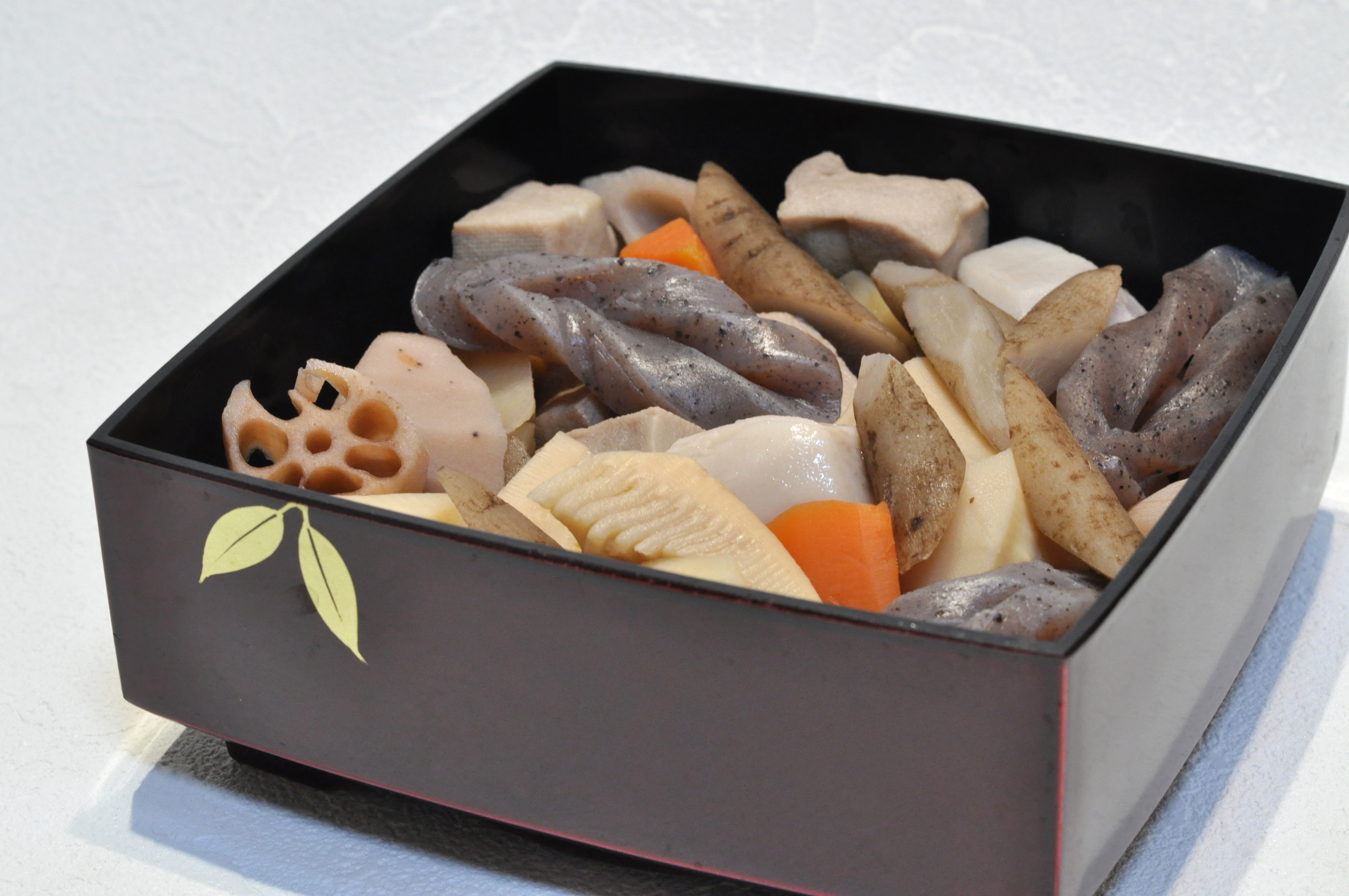
重箱に詰めたお煮しめ

煮しめ（煮締め、煮染め、にしめ）とは、煮物料理のひとつ。日本の代表的な家庭料理の一つでもある。根菜類や芋類、こんにゃく、昆布、油揚げなどを甘辛く煮たものをこう呼ぶことが多い。
なお、基本的な煮方は同じだが、最後の仕上げに味醂を使って照りを出したものは「旨煮」という。

## 概要
野菜や乾物類を形を崩さないように煮詰めた料理である。煮汁が残らないように時間をかけてじっくり煮る調理法を「煮しめる」という。
食材を一種類ずつ別々に煮た後にあわせるものと、炒り鶏のように材料を一緒に煮るものがある。この点に関しては一つの鍋で多くの食材を煮るものを「炒り鶏」や「筑前煮」として区別する例がある一方、炒り鶏とほぼ同じ内容のものを「煮しめ」として紹介する例もある。
地域性があり、例えば新潟県の佐渡の煮しめでは出汁にカマスの煮干しが使われている。

## 行事食
おせち料理の起源は数種の煮しめから始まったといわれている。おせち料理の重箱の構成では与の重（四段目）あるいは三の重（三段目）を構成する。

## 郷土食
- 小煮しめ - 材料を小さく切ることに由来し、小煮もん汁、小づゆともいう[5]。福井県などで仏事関連の行事などで供される[5]。
- 大平 - 山口県岩国市の郷土料理で煮しめとして紹介されることがある[6]。岩国市では「おおひら」と呼ぶ[5]。なお、栃木県那須野では「おおびら」といい、のっぺい汁を指す[5]。

## 旨煮
基本的な煮方は同じだが、最後の仕上げに味醂を使って照りを出したものを「旨煮」という。旨煮は「照り煮」または「艶煮」とも称され、特に江戸時代には「うまに」に「甘煮」の字をあてることもあった。

## ギャラリー

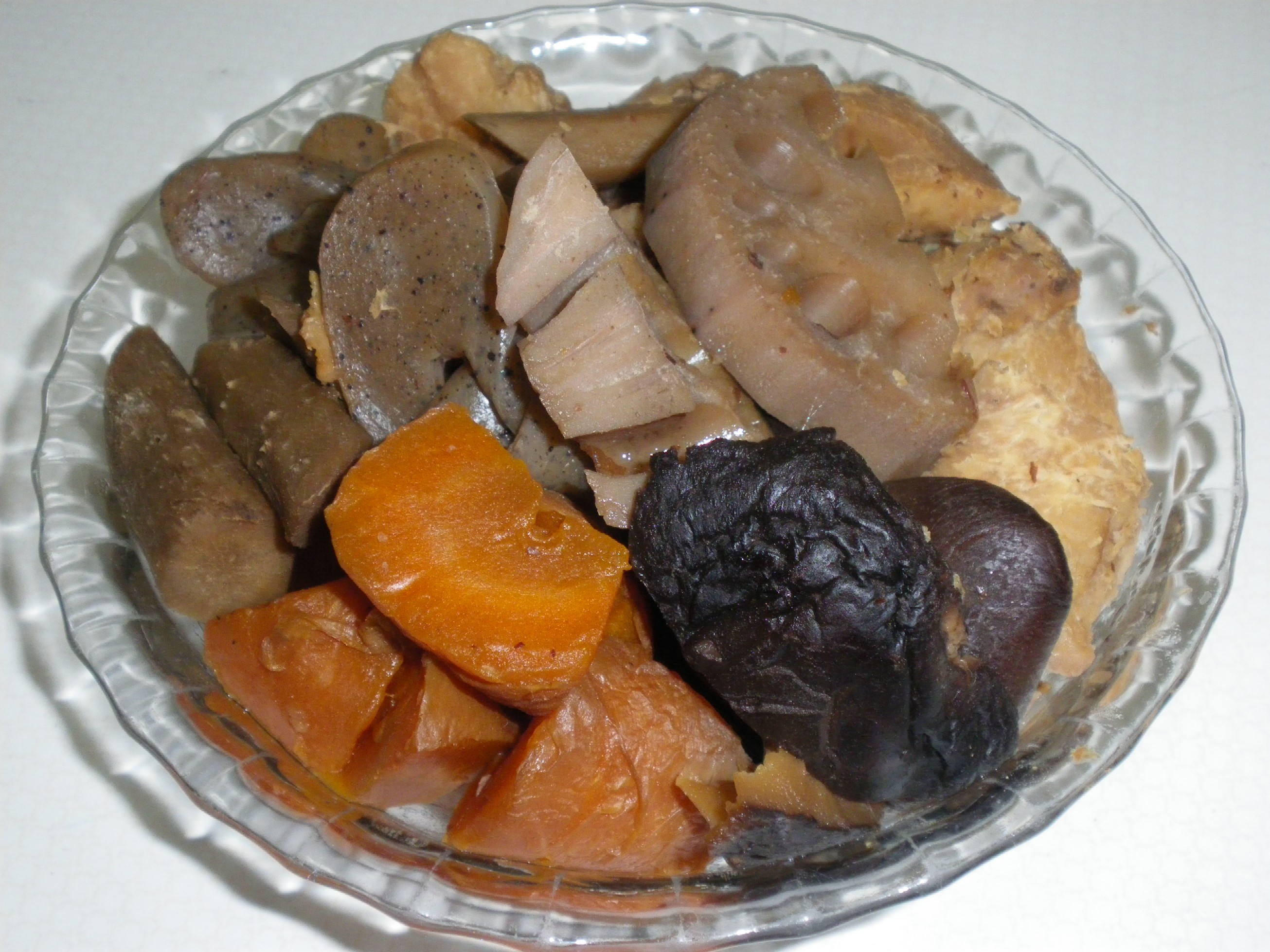
野菜のお煮しめ
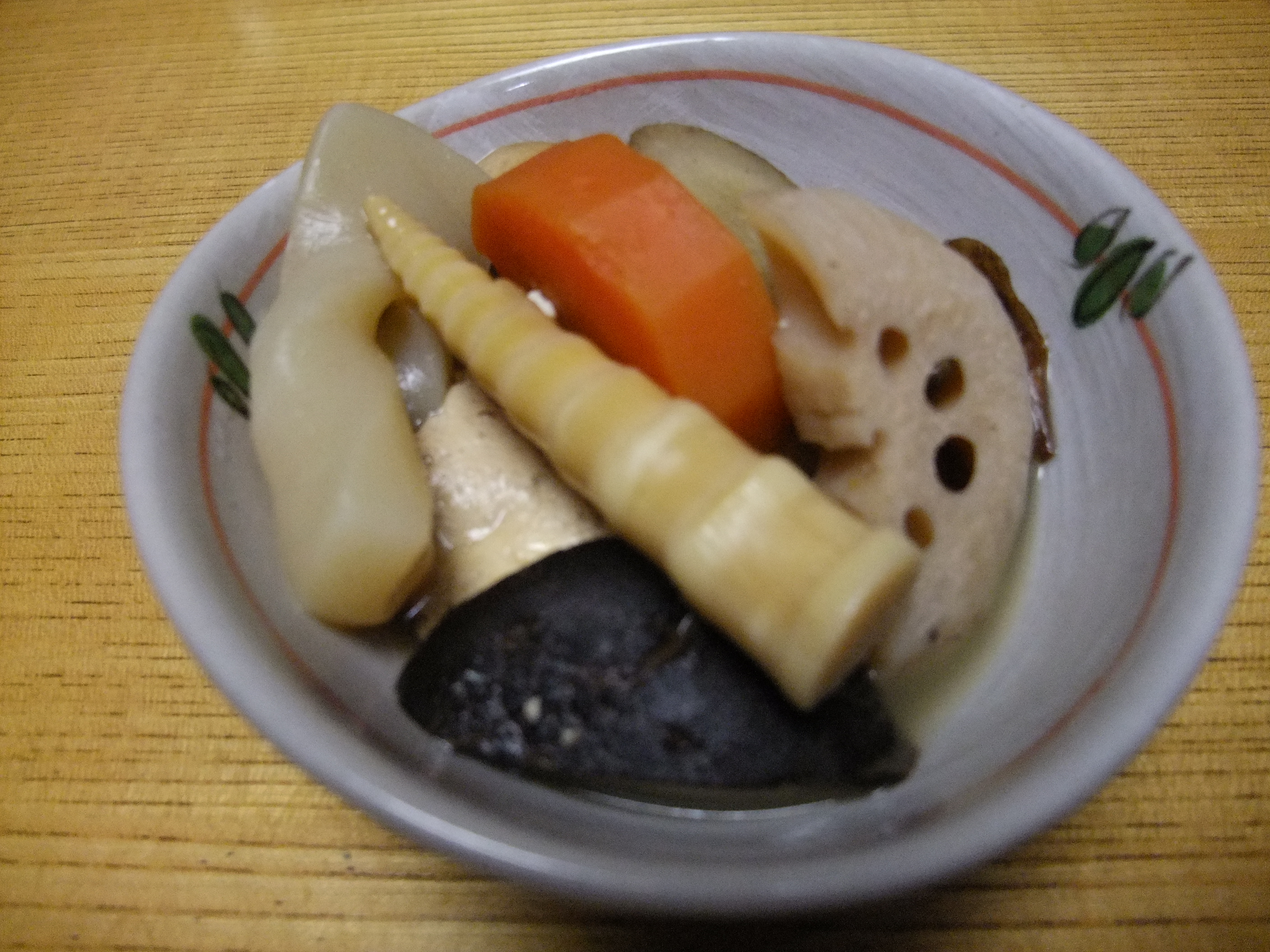
煮しめ